# Imperi colonial alemany

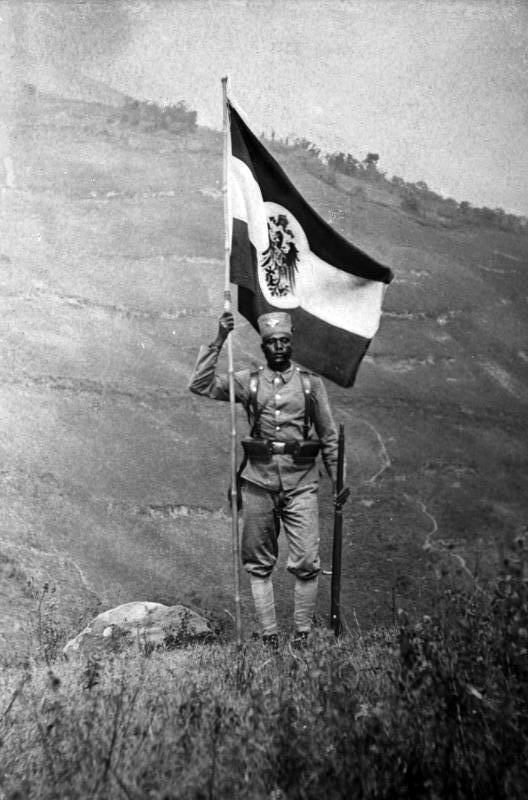
An East African native Askari holding the German Empire's colonial flag

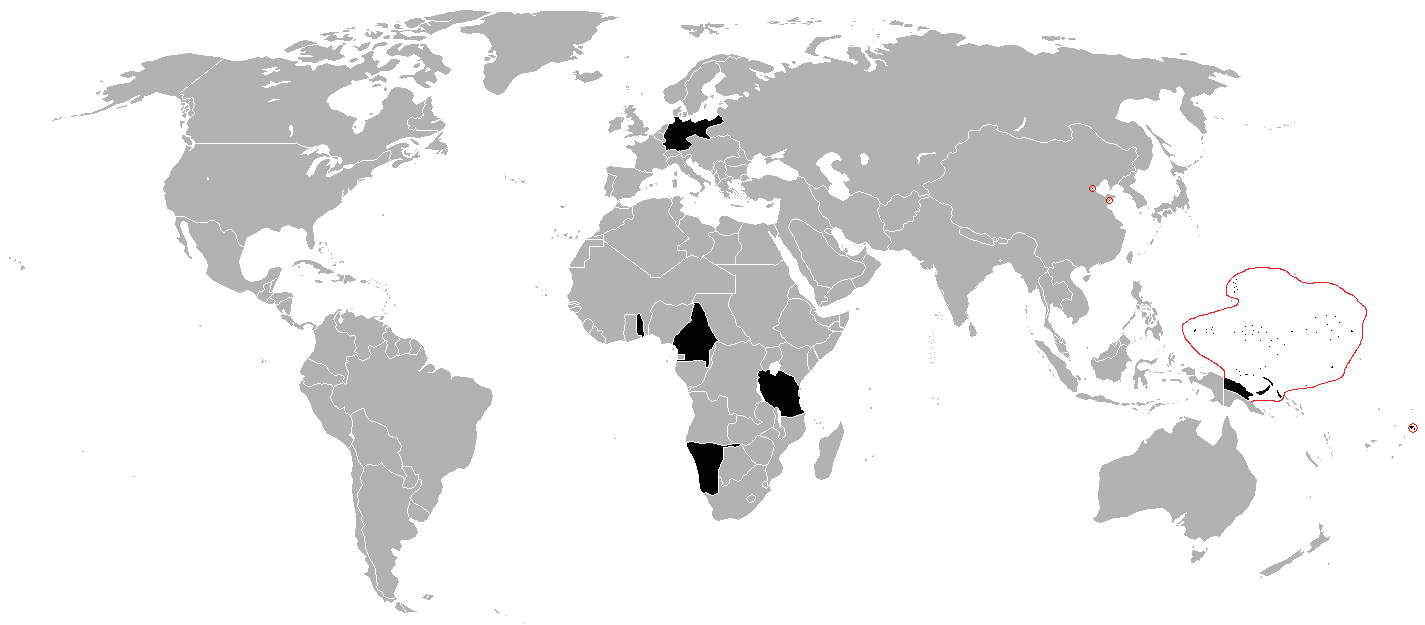
Imperi colonial alemany el 1914 abans de la primera Guerra Mundial

L'Imperi colonial alemany estava constituït pels dominis d'ultramar formats des del 1880 com a part de l'Imperi Alemany. Els esforços de colonialisme que intentaren alguns estats alemanys anteriors a la unificació van ser de vida curta. El 1884 es va iniciar un intent de colonialisme per part de l'Imperi alemany (Reich). Oficialment l'imperi colonial alemany acabà amb el Tractat de Versalles de 1919, rere la Primera Guerra Mundial.

## Colonialisme alemany

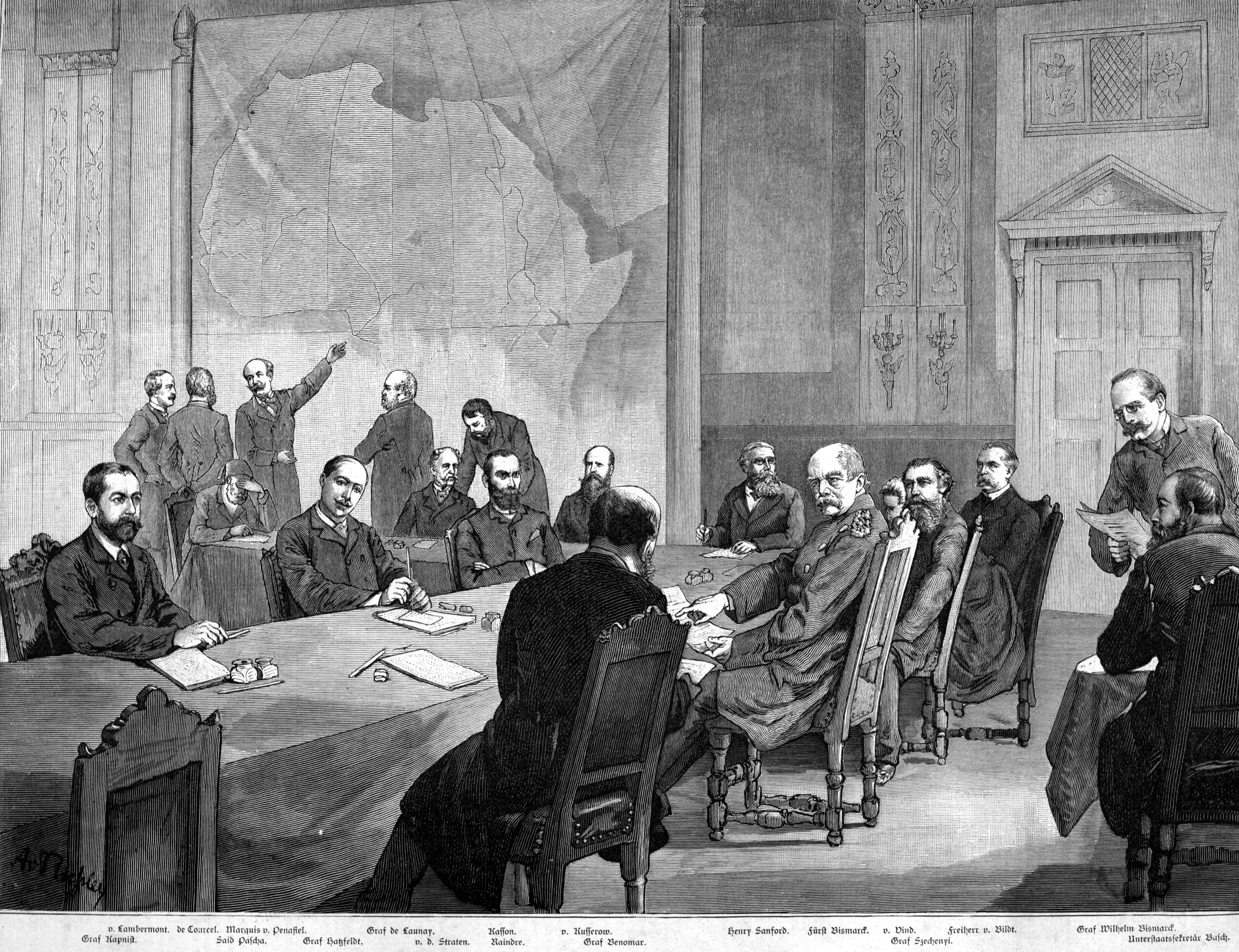
La conferència de Berlín (1884-85) establí les bases de la baralla per Àfrica, la divisió colonial del continent

El desenvolupament del colonialisme alemany seguí tres fases: l'adquisició i administració de terres, els governs colonials i el genocidi, i la revisió colonial.
Abans de l'establiment de colònies, els alemanys van fer empreses comercials entre les dècades de 1850 i 1860 a l'Àfrica occidental i oriental, Samoa i la terra encara inexplorada del nord-est de Nova Guinea i les illes adjacents. El comerciants alemanys s'etabliren al delta del Camerun i la costa de Zanzíbar, a Apia als assentaments de Finschhafen, Simpsonhafen i les illes Neu-Pommern i Neu-Mecklenburg. També intentaren establir-se al Carib prop de les colònies neerlandeses però només ho van aconseguir per un breu període el 1886.
L'imperialista alemany Karl Peters acumulà grans extensions de territori a l'Àfrica per a la Societat per la Colonització Alemanya". Aquesta colonització es va fer amb forces armades privades recrutades principalment al Sudan que van actuar brutalment." Quan Otto von Bismarck va adoptar la idea colonial el 1884, afavorí per qüestions econòmiques, un colonialisme impulsat per forces privades en lloc de l'estatal.

### Genocidi
A principi del segle XX ja es venien a Alemanya productes agrícoles exòtics de les seves colònies. La vida a les colònies es presentava des d'un punt de vista idealitzat i romàntic. Els cartògrafs alemanys van delimitar, el 1913, la frontera colonial del Camerun entre Alemanya i la Gran Bretanya. l'Imperi Colonial Alemany va sufocar i massacrar militarment la rebel·lió dels Herero de 1904 a l'actual Namíbia. També va fer el mateix amb la revolta Maji de 1905 a l'Àfrica oriental. A més hi va haver a Alemanya, el 1906, un moviment popular contra el colonialisme.

## Territoris colonials alemanys
El II Imperi Alemany mantenia territoris colonials a Àfrica, Àsia i Oceania que es varen perdre a conseqüència de la desfeta alemanya després de la Primera Guerra Mundial.

### Àfrica
L'Àfrica Oriental Alemanya (Deutsch-Ostafrika): amb 995.000 km² aproximadament, va ser una colònia alemanya entre 1880 i 1919. La colònia la formaven els territoris menors de Tanganika, Ruanda-Burundi (1885 – 1917), Witulandia (Deutsch-Witu) (3000 km²) 1885-1890) incorporat a Kenya i Triangle de Kionga (1.000 km²) (Kionga-Dreieck) des de 1916 part de Moçambic. La rebel·lió Maji Maji va ser una revolta violenta contra el colonialisme alemany i l'alçament van ser seguits per diferents comunitats indígenes africanes a l'est de l'Àfrica, en aquells moments sota domini alemany, en resposta a la imposició per la força del cultiu de cotó per a l'exportació a què es van veure obligats aquells pobles africans, i va iniciar-se el 1905 i fins al 1907 no fou sufocada pel comte Adolf von Götzen. Actualment correspondria principalment als territoris de Tanzània, Ruanda i Burundi. Després de la Primera Guerra Mundial, Tanganika passà a ser part de l'Imperi Britànic, Ruanda i Burundi passaren a ser de Bèlgica.
L'Àfrica Sud-occidental Alemanya (Deutsch-Südwestafrika): amb 835.100 km², va ser colònia alemanya entre 1884 i 1915. Correspon a l'actual territori de Namíbia tret de la Badia de Walvis; passà a ser governada per la Unió Sud-africana després de la Primera Guerra Mundial. Les Guerres Herero van ser una sèrie de guerres colonials entre l'Imperi Alemany i el poble herero entre 1904 i 1908. La victòria alemanya, va suposar l'extermini sistemàtic dels pobles nadius en una campanya de càstig col·lectiu contra els pobles herero, nama i san. És considerat el primer genocidi del segle xx.
L'Àfrica Occidental Alemanya (Deutsch-Westafrika): Colònia alemanya entre 1885 i 1919. La colònia es subdividia en Togolàndia (87.200 km²) i Kamerun (495.000 km² per a 1910, si s'inclou el territori de Nou Camerun cedit per França el 1911 pel Tractat de Fes que va tancar l'Incident d'Agadir i s'unia al Camerun Alemany, i abastava fins a 790.000 km²). Actualment equivaldria als territoris de Camerun, Togo i petites parts de Ghana, així com països veïns a l'actual Camerun. Després de la Primera Guerra Mundial, Togolàndia va ser cedida a França (les 2/3 parts es convertirien en Togo) i al Regne Unit (un 1/3 part que s'integrà a Ghana). Neukamerun va ser tornat a França, i Camerun passà a França amb excepció d'un tros que s'integraria a l'actual Nigèria, i un altre que passaria a formar part de l'actual Camerun.

### Oceania
- Nova Guinea Alemanya (Deutsch-Neuguinea): (1884-1914) amb 241.231 km², composta pels territoris menors de:
  - Kaiser-Wilhelmsland, Illes Salomó i Marshall (1884-1914). Les Illes Salomó passaren al Regne Unit a través del domini d'Austràlia i les Illes Marshall al Japó.
  - Iles Carolines, Marianes, Nauru i Palaos, (1899-1914), van ser adquirides a Espanya (amb l'excepció de Nauru) després de la Guerra hispano-americana de 1899. Van ser cedides al Japó.
- Samoa Alemanya (Deutsche Samoa) (1899-1914). Cedida al Regne Unit a través dels dominis d'Austràlia i Nova Zelanda.

### Àsia
- Kiaochow, Kiautschou (552 km²) i Qingdao (1899-1914).

### Colònies germàniques abans de la unificació d'Alemanya

#### Territoris delSacre Imperi Romano-Germànic
- Klein-Venedig (Petita Venècia). Intent d'explorar i colonitzar una part de l'actual Veneçuela i de Colòmbia cedida per Espanya a la família alemanya Welser entre 1528 i 1545 per tal de pagar un deute. El territori no va deixar de formar part de la corona espanyola.

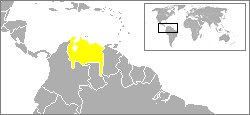
Territori concedit a la família alemanya Welser entre 1528 i 1545, que correspon a part de l'actual Veneçuela.

#### Colònies deBrandeburg-Prússia
- Costa de l'Or Prussiana (1682-1717)
- Arguin (1686-1721)
- Saint Thomas. Va ser una concessió per a vendre esclaus africans a Saint Thomas a partir de 1685, essent l'illa propietat de Dinamarca.

#### Colònies deCurlàndia
Malgrat que estava habitat majoritàriament per lituans, el Ducat de Curlàndia va ser governat des de l'Edat Mitjana per germànics i des d'allà administraren petites colònies:
- Tobago (1637, 1642, 1654-1659, 1660-1689)
- Gàmbia (1651-1661).

### Altres territoris

#### Territorisantàrtics
- Nova Suàbia (1939-1945)